# هایک قازاریان
هایک قازاریان (ارمنی: Հայկ Միրզաջանի Ղազարյան؛ ۲۳ اوت ۱۹۳۰ – ۱۹ اوت ۲۰۱۴) یک تاریخ‌نگار و استاد دانشگاه اهل ارمنستان بود. وی به خاطر نگارش "نسل‌کشی ارمنی‌ها در امپراتوری عثمانی ۱۹۲۲–۱۸۹۰" (ارمنی: Հայ ժողովրդի ցեղասպանությունը Օսմանյան կայսրությունում ۱۸۹۰–۱۹۲۲ թթ) نامزد دریافت جایزه نوبل سال ۲۰۰۷ شده بود.